# Vitascópio
Vitascópio é um neologismo decorrente do termo inglês Vitascope e refere-se a um projector de cinema comercializado por Thomas Edison em 1896.

## História
O cinematógrafo, patente dos irmãos Lumière, franceses, a 13 de Fevereiro de 1895, é o invento convencionalmente considerado como estando na origem do cinema. O aparelho não foi comercializado. Em conseqüência disso, inúmeros “electricisdas” por todo o mundo se puseram a “inventar” aparelhos baseados nos mesmos princípios.
Para suprir à explosão de curiosidade que as imagens animadas suscitavam, o britânico Robert William Paul cria um projector de cinema chamado Teatrógrafo (Theatrograh - 20 de Fevereiro de 1896). Nos E.U., Thomas Edison, acorda para a concorrência, entretido que estava com os lucros do cinetoscópio (Kinetoscope) e lança o Vitascópio (Vitascope - 23 de Abril de 1896), projector com características idênticas às de William Paul. O teatógrafo e o vitascópio serão  os dois aparelhos de projecção mais vendidos no mundo no final da primeira década.

### Origem
Edison compra a patente de um aparelho de projecção de filmes, desenhado por Francis Jenkins e Thomas Armat, chamado Phantoscope. A primeira apresentação deste aparelho tinha sido feita em Atlanta, em Setembro de 1895, na Cotton States Exposition. Desentendidos por reclamarem cada um para si toda a autoria do invento, acabam por a ceder a Edison, que para si a reclama, passando a chamar-lhe Vitascope.
A primeira exibição pública do Vitascope decorre a  23 de Abril de 1896, no  Koster and Bial's Music Hall, em Nova Iorque. A idéia de Edison, já bem instalado na indústria de produção, é associar a exploração do aparelho à exibição de filmes. Enfrentando vários aguerridos concorrentes, o Vitascópio torna-se uma das mais populares atracções nos teatros de variedades e de vaudeville das maiores cidades americanas. E facilmente penetra no mercado canadiano.
Edison tem concorrentes armados de modelos próprios de projectores, como o Eidoloscope, que o copia,  o Birt Acres' Kineopticon, o  Biograph, comercializado pela American Mutoscope Company. Aceita o desafio e conquista uma fatia importante do mercado. 
Perante o sucesso do Vitascópio, cedo Edison o melhora. Lança em Novembro do mesmo ano o Projectoscope ou Projecting Kinetoscope e deixa de fabricar O Vitascópio. 